# Marcel Lefèvre
Marcel Lefèvre (ur. 17 marca 1918 w Les Andelys, zm. 5 czerwca 1944 w Moskwie) – francuski pilot wojskowy, as myśliwski II wojny światowej.

## Życiorys
Po ukończeniu szkoły lotniczej został pilotem-instruktorem, od 1938 służył we francuskiej armii, w 1940 uczestniczył w wojnie z Niemcami, po upadku Francji udał się do Wielkiej Brytanii i wstąpił do Komitetu Wolnej Francji. W końcu listopada 1942 wraz z innymi ochotnikami przybył do ZSRR, gdzie rozpoczęto formowanie eskadry „Normandia”, i zaczął latać na myśliwcu Jak-1, a 22 marca 1943 wraz z eskadrą został skierowany na front i włączony w skład 204 bombowej dywizji lotniczej 1 Armii Powietrznej Frontu Zachodniego, a w kwietniu 1943 w skład 303 Myśliwskiej Dywizji Lotniczej. Zimą 1943/1944 eskadra została przeniesiona na tyły, gdzie przeformowano ją w pułk; w Tule Lefèvre prowadził przekwalifikowanie nowo przybyłych z Anglii i Afryki Północnej francuskich ochotników na myśliwiec Jak-9 i został mianowany dowódcą eskadry. Wiosną 1944 pułk został ponownie włączony w skład 303 Myśliwskiej Dywizji Lotniczej (1 Armii Powietrznej 1 Frontu Białoruskiego); Lefèvre wykonał 105 lotów bojowych, w 30 walkach powietrznych strącił osobiście 8 i w grupie 3 samoloty przeciwnika. 28 maja 1944 w walce powietrznej jego samolot został strącony, a on sam ranny i przewieziony do moskiewskiego szpitala, gdzie wkrótce zmarł. Został pochowany na Cmentarzu Wwiedeńskim w Moskwie, jednak w latach 50. jego prochy sprowadzono do Francji.

## Odznaczenia
- Złota Gwiazda Bohatera Związku Radzieckiego (pośmiertnie, 4 czerwca 1945)
- Order Lenina (pośmiertnie, 4 czerwca 1945)
- Order Wojny Ojczyźnianej II klasy